# Alex von Schwedler
Alex Christian von Schwedler Vasquez, född 17 februari 1980 i Santiago, är en chilensk fotbollsspelare, försvarare, som spelar i Everton de Viña del Mar och Chiles fotbollslandslag.